# Planta de Navidad
Como planta de navidad se considera a cualquier especie utilizada para la decoración durante la temporada festiva navideña. Estas plantas pueden pertenecer a especies muy diferentes, desde arbustos, árboles, musgos, trepadoras, hasta cactus. Algunas de ellas florecen en esta época.

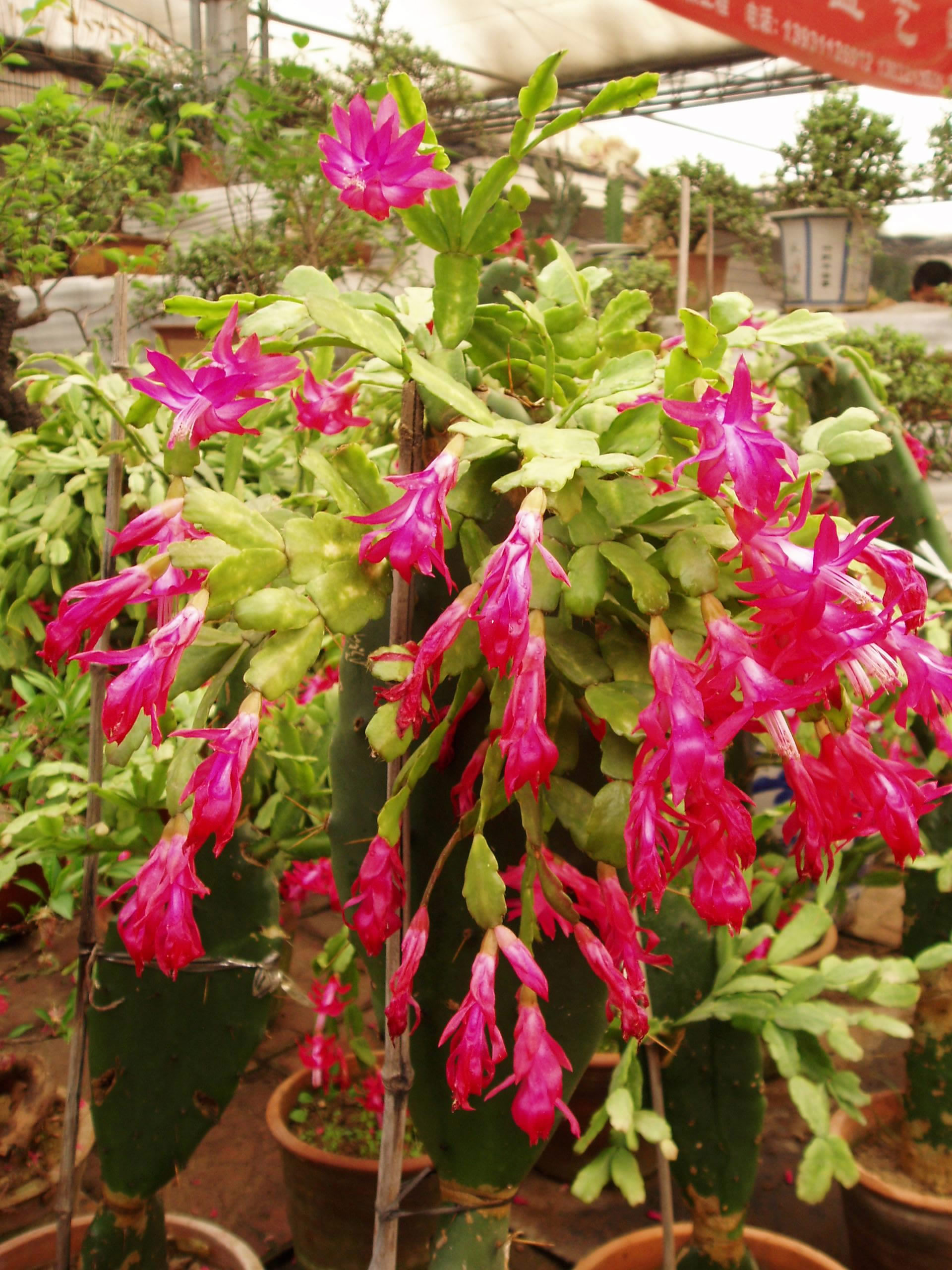
Schlumbergera truncata

Los colores asociados a esta festividad son el verde y el rojo; el verde simboliza la fertilidad, la esperanza, la resurrección y la eternidad,  mientras que el rojo representa la fortuna, la salud, la pasión y el vigor.
La hiedra, con su simbolismo de eternidad y resurrección se suele utilizar para hacer coronas en centros de mesa o decoraciones colgantes. Esta planta ha sido siempre asociada a la dios egipcio Osiris y el Greco-romano Atis, ambos resucitados de la muerte. 
Los Aztecas la bautizaron como Cuetlaxóchitl (Flor que se marchita) del nahuatl "cuetlahui" que significa "marchitar" y "xochitl" que es "flor" y consideraban a la planta Nochebuena como un símbolo de pureza. Siglos más tarde, los primeros mexicanos cristianos la adoptaron como Flor de Navidad. En Norteamérica y muchos países europeos es muy popular como motivo decorativo en las casas, debido al rojo brillante de sus brácteas que están en todo su esplendor alrededor de esas fechas. 

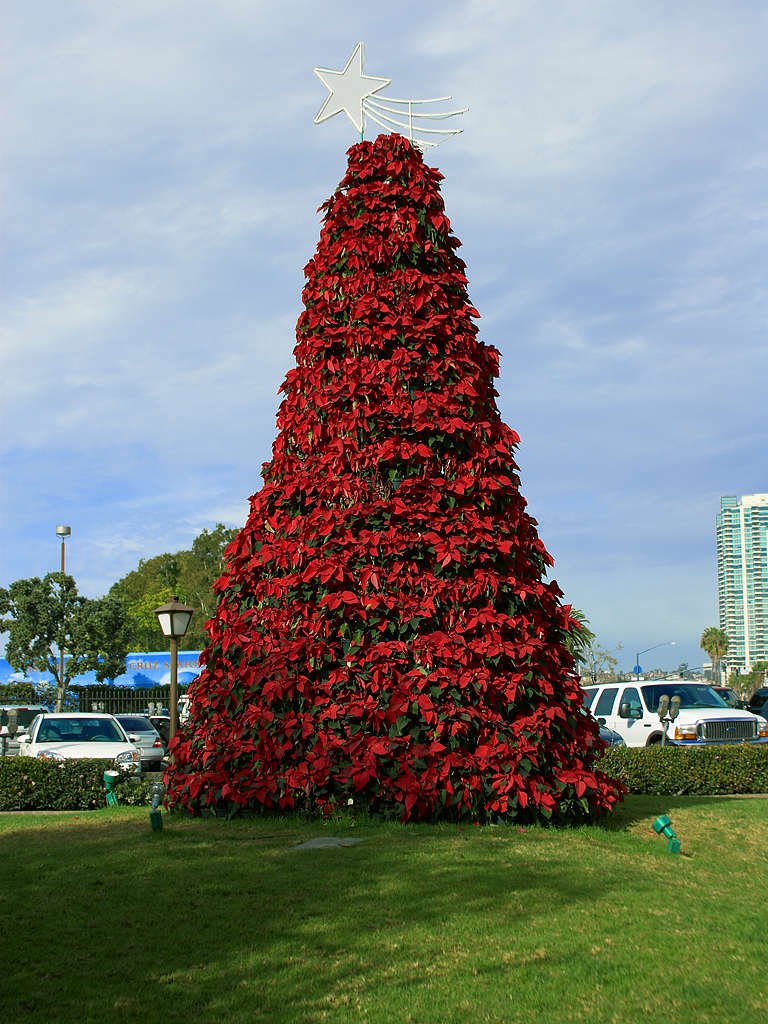
Árbol de Navidad hecho con nochebuenas.

Los pueblos Celtas, que celebraban el solsticio de invierno, recogían un tronco y lo mantenían en las casas adornado con plantas perennes y ofrendado con dulces hasta la noche del solsticio, en que lo hacían arder a fuego lento conservando las cenizas como remedio curativo.
El acebo, con sus vistosos frutos rojos, es tradicional en muchas culturas occidentales para elaborar coronas y adornos con ramas cortadas. El acebo europeo, Ilex aquifolium era tradicionalmente un árbol sagrado para los druidas. Los romanos precristianos lo consideraban la planta del dios Saturno cuya festividad del Sol Invictus era celebrada el 25 de diciembre, con lo cual, esta planta ha estado siempre profundamente asociada a la Navidad.
El muérdago, una planta parásita que crece en las ramas de árboles y arbustos, en especial del roble, remonta sus orígenes asociada a la Navidad hasta, al menos, doscientos años antes del nacimiento de Cristo, cuando los sacerdotes druidas la utilizaban en sus rituales durante las celebraciones del solsticio. Sin embargo, no se hace alusión a su uso como decoración navideña hasta el siglo XVIII. La especie Viscum album es la que se utiliza en Europa, mientras que en Norteamérica es Phoradendron serotinum. Según la tradición, el muérdago no debe tocar el suelo desde que es cortado hasta que se elimina el último día de la temporada navideña, la Candelaria. Se puede dejar colgado durante todo el año como protección de la casa contra el rayo y el fuego hasta que es sustituido la Nochebuena siguiente. Esta tradición está extendida por todos los países angloparlantes, sin embargo, es bastante desconocida en el resto de Europa.
Otra de las tradiciones, de origen escandinavo, asociadas a esta planta es la del beso; si dos personas se encuentran bajo el muérdago están obligadas a besarse. 
El cactus de Navidad, también llamado cactus orquídea se ha hecho popular como regalo y decoración. Originaria de Brasil, esta epifita tropical es apta para cestas colgantes, con sus ramas pendulares que se cubren de flores rosadas.
Serissa, llamado comúnmente rosa de navidad o rosa de invierno, es un pequeño arbusto (45-60 cm) subtropical de pequeñas flores blancas en forma de estrella, que florece durante el invierno en Europa Central. Es muy popular como bonsái.

## Países latinos vs. países anglosajones
En los países latinoamericanos y de la Europa meridional, el centro de la decoración hogareña es el Belén o nacimiento. En estas escenificaciones de la Natividad antiguamente se solía utilizar el musgo como elemento de adorno en la construcción del paisaje, aunque en la actualidad la recolección de estas plantas está prohibida en casi todos los lugares.
En los países anglosajones el centro de atención es el árbol de Navidad, normalmente abetos y coníferas de diferentes especies, dependiendo del país o el continente, como el abeto de Douglas oriundo de Norteamérica y Canadá, y algunas especies de Abies, A. nordmanniana, A. procera o A. balsamea.
En Nueva Zelanda, el Pohutukawa, árbol perenne de hasta 20 m de altura, se cubre de brillantes flores rojas durante diciembre, por lo cual se le asocia a la Navidad en aquellas tierras.
En muchos países las ramas de Ruscus aculeatus con sus filodios (tallos aplanados que parecen hojas) de color verde oscuro y frutos rojo brillante se utilizan también como decoración navideña.